# Yankee Doodle Dandy
Yankee Doodle Dandy (bra A Canção da Vitória; prt Canção Triunfal) é um filme estado-unidense de 1942, do gênero drama biográfico-musical, dirigido por Michael Curtiz, com roteiro de Robert Buckner e Edmund Joseph inspirado na vida de George M. Cohan, um dos pioneiros da Broadway, considerado o pai da comédia musical.
Em 2006, este filme ocupou a 18ª colocação na lista dos 25 maiores musicais estadunidenses de todos os tempos, idealizada pelo American Film Institute (AFI).

## Sinopse
Em conversa com Franklin Roosevelt (Jack Young), George M. Cohan (James Cagney) relembra sua vida e suas canções, em imagens que aparecem em flashback.

## Elenco

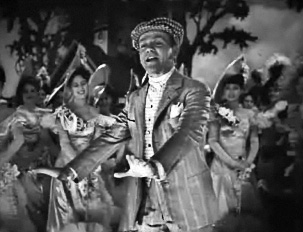
James Cagney como George M. Cohan, interpretando The Yankee Doodle Boy.

| Ator/atriz    | Personagem      |
| ------------- | --------------- |
| James Cagney  | George M. Cohan |
| Joan Leslie   | Mary Cohan      |
| Walter Huston | Jerry Cohan     |
| Richard Whorf | Sam Harris      |
| Irene Manning | Fay Templeton   |

## Principais prêmios e indicações
| Prêmio     | Categoria                     | Recipiente                            | Resultado |
| ---------- | ----------------------------- | ------------------------------------- | --------- |
| Oscar 1943 | Melhor ator                   | James Cagney                          | Venceu    |
| Oscar 1943 | Melhor trilha sonora original | Ray Heindorf, Heinz Roemheld          | Venceu    |
| Oscar 1943 | Melhor som                    | Everett A. Brown                      | Venceu    |
| Oscar 1943 | Melhor ator coadjuvante       | Walter Huston                         | Indicado  |
| Oscar 1943 | Melhor direção                | Michael Curtiz                        | Indicado  |
| Oscar 1943 | Melhor edição                 | George Amy                            | Indicado  |
| Oscar 1943 | Melhor filme                  | Jack L. Warner, Hal B. Wallis (prod.) | Indicado  |
| Oscar 1943 | Melhor roteiro original       | Robert Buckner, Edmund Joseph         | Indicado  |